# Mikroregion Lounské podlesí
Mikroregion Lounské podlesí je zájmové sdružení na území zvaném Podlesí v okresu Louny, jeho sídlem jsou Domoušice a jeho cílem je podpora regionálního rozvoje. Sdružuje celkem 10 obcí a byl založen v roce 2003.

## Obce sdružené v mikroregionu
- Brodec
- Cítoliby
- Domoušice
- Hřivice
- Jimlín
- Líšťany
- Opočno
- Pnětluky
- Ročov
- Zbrašín